# Новосёловка (Любашёвский район)
Новосёловка (укр. Новоселівка) — село, относится к Любашёвскому району Одесской области Украины.
Население по переписи 2001 года составляло 569 человек. Почтовый индекс — 66540. Телефонный код — 4864. Занимает площадь 2,158 км². Код КОАТУУ — 5123383401.

## Местный совет
66540, Одесская обл., Любашёвский р-н, с. Новосёловка